# Villeneuve-des-Escaldes
Villeneuve-des-Escaldes  est une ancienne commune située à Angoustrine-Villeneuve-des-Escaldes, dans le département français des Pyrénées-Orientales.

## Géographie

### Localisation
L'ancienne commune de Villeneuve-des-Escaldes est située au sud-ouest d'Angoustrine. La commune avait une superficie de 3,43 km2.

### Communes limitrophes
|        |                         | Angoustrine                |
| Dorres | Villeneuve-des-Escaldes | Llívia (enclave d'Espagne) |
| Ur     |                         |                            |

### Voies de communication et transports
Villeneuve-des-Escaldes est traversée par la route départementales D 618, en provenance au nord-est d'Angoustrine et en direction au sud d'Ur. Villeneuve-des-Escaldes est également le point de départ de la D 10, en direction de Dorres vers le nord.

## Toponymie
Le nom catalan est Vilanova de les Escaldes.
Le lieu est mentionné pour la première fois en 925 sous le nom de Villanova.
En 1801, le Bulletin des lois cite la commune sous le nom de Villaneuve.

## Histoire
Le territoire de Villeneuve-des-Escaldes est occupé depuis très longtemps, ainsi que le prouvent les zones de chaos, qui recèlent d'importants gisements d'époque néolithique. Les thermes antiques montrent aussi l'occupation du lieu à l'époque des Romains.
C'est dans le testament du comte de Cerdagne et de Besalú Miron II, daté du 13 juin 925, qu'est mentionné pour la première fois le lieu de Villeneuve. Miron II y détient alors un alleu qu'il décide de léguer à Goldregot, la fille naturelle qu'il avait eue avec Virgilia, elle-même fille du comte de Gérone Deila. Goldregot devient par la suite comtesse de Pallars.
Au XIIe siècle, et sans doute déjà avant, il existe une seigneurie de Vilanova. Elle est alors détenue par la famille d'Urg.
En 1772, le docteur Carrère, professeur à l'université de Perpignan, obtient du roi le privilège d'exploiter les eaux minérales des Escaldes, mais le projet n'aboutit pas.
Villeneuve-des-Escaldes devient commune en 1790.
Par arrêté préfectoral du 19 février 1973, la commune de Villeneuve-des-Escaldes est rattachée, le 1er mars 1973, à celle d'Angoustrine pour former la nouvelle commune d'Angoustrine-Villeneuve-des-Escaldes.

## Politique et administration

### Canton
En 1790 la commune de Villeneuve-des-Escaldes est incluse dans le canton d'Angoustrine, rapidement dissous, et rejoint vers 1793 le canton d'Ur, lui aussi dissous en 1801. Villeneuve-des-Escaldes rejoint alors le canton de Saillagouse qu'elle ne quitte plus par la suite,.

### Liste des maires
| Période | Période | Identité              | Étiquette | Qualité |
| ------- | ------- | --------------------- | --------- | ------- |
| 1792    | 1793    | Antoine Maury         |           |         |
| 1793    | 1795    | Hyacinthe Margaill    |           |         |
| 1795    | 1803    | Antoine Maury         |           |         |
| 1803    | 1816    | Hyacinthe Margaill    |           |         |
| 1816    | 1828    | Antoine Maury         |           |         |
| 1828    | 1830    | Antoine Merlat        |           |         |
| 1830    | 1831    | Jean-Pierre Palou     |           |         |
| 1831    | 1839    | Étienne Fabre         |           |         |
| 1839    | 1840    | Jean-Pierre Palou     |           |         |
| 1840    | 1844    | Hyacinthe Soler       |           |         |
| 1844    | 1860    | François Soler        |           |         |
| 1860    | 1869    | Guillaume Fabre       |           |         |
| 1869    | 1871    | Emmanuel Maury        |           |         |
| 1871    | 1874    | Guillaume Fabre       |           |         |
| 1874    | 1878    | François Soler        |           |         |
| 1878    | 1881    | Guillaume Fabre       |           |         |
| 1881    | 1888    | Bonaventure Carbonell |           |         |
| 1888    | 1896    | Antoine de Maury      |           |         |
| 1896    | 1900    | Michel Arnaud         |           |         |
| 1900    | 1925    | Antoine de Maury      |           |         |
| 1925    | 1935    | Antoine Agusty        |           |         |
| 1935    | 1937    | Henri Panisse         |           |         |
| 1937    | 1945    | Joseph Marty          |           |         |
| 1945    | 1945    | Guillaume Fabra       |           |         |
| 1945    | 1953    | Henri Faubre          |           |         |
| 1953    | 1973    | Jacques de Maury      |           |         |

## Population et société

### Démographie ancienne
La population est exprimée en nombre de feux (f) ou d'habitants (H).
| 1359 | 1365 | 1378 | 1515 | 1553 | 1709 | 1720 | 1767  | 1774 |
| ---- | ---- | ---- | ---- | ---- | ---- | ---- | ----- | ---- |
| 14 f | 16 f | 12 f | 8 f  | 11 f | 19 f | 19 f | 141 H | 30 f |

| 1788  | - | - | - | - | - | - | - | - |
| ----- | - | - | - | - | - | - | - | - |
| 134 H | - | - | - | - | - | - | - | - |

### Démographie contemporaine
La population est exprimée en nombre d'habitants.
| 1793 | 1794 | 1796 | 1800 | 1804 | 1806 | 1820 | 1826 | 1831 |
| ---- | ---- | ---- | ---- | ---- | ---- | ---- | ---- | ---- |
| 119  | 134  | 92   | 59   | 104  | 152  | 159  | 166  | 186  |

| 1836 | 1841 | 1846 | 1851 | 1856 | 1861 | 1866 | 1872 | 1876 |
| ---- | ---- | ---- | ---- | ---- | ---- | ---- | ---- | ---- |
| 200  | 190  | 197  | 176  | 190  | 160  | 157  | 147  | 158  |

| 1881 | 1886 | 1891 | 1896 | 1901 | 1906 | 1911 | 1921 | 1926 |
| ---- | ---- | ---- | ---- | ---- | ---- | ---- | ---- | ---- |
| 136  | 133  | 141  | 127  | 126  | 121  | 103  | 181  | 222  |

| 1931 | 1936 | 1946 | 1954 | 1962            | 1968 | - | - | - |
| ---- | ---- | ---- | ---- | --------------- | ---- | - | - | - |
| 234  | 326  | 569  | 664  | 613 (A) 271 (B) | 287  | - | - | - |

Notes : 
- En 1962, les chiffres présentent les deux définitions utilisées pour le recensement.
- À partir de 1975, les habitants de Villeneuve-des-Escaldes sont recensés avec ceux d'Angoustrine, voir Angoustrine-Villeneuve-des-Escaldes.

### Manifestations culturelles et festivités
- Fête patronale et communale de Villeneuve-des-Escaldes : 17 novembre[7].

### Santé
Les sources d'eaux chaudes sulfurées des Escaldes sont connues depuis l'Antiquité et sont exploitées par un établissement thermal pour le traitement des rhumatismes et des affections des voies respiratoires.

## Culture locale et patrimoine

### Lieux et monuments
Villeneuve-des-Escaldes a la particularité de ne pas posséder de monument aux morts sur son territoire.
- Église Saint-Assiscle et Sainte-Victoire de Villeneuve-des-Escaldes

### Personnalités liées à la commune
- Henri Clamens (1905-1937) : peintre orientaliste mort aux Escaldes.